# Arthropodium cirrhatum
Arthropodium cirrhatum är en sparrisväxtart som först beskrevs av Johann Georg Adam Forster, och fick sitt nu gällande namn av Robert Brown. Arthropodium cirrhatum ingår i släktet Arthropodium och familjen sparrisväxter. Inga underarter finns listade i Catalogue of Life.

## Bildgalleri

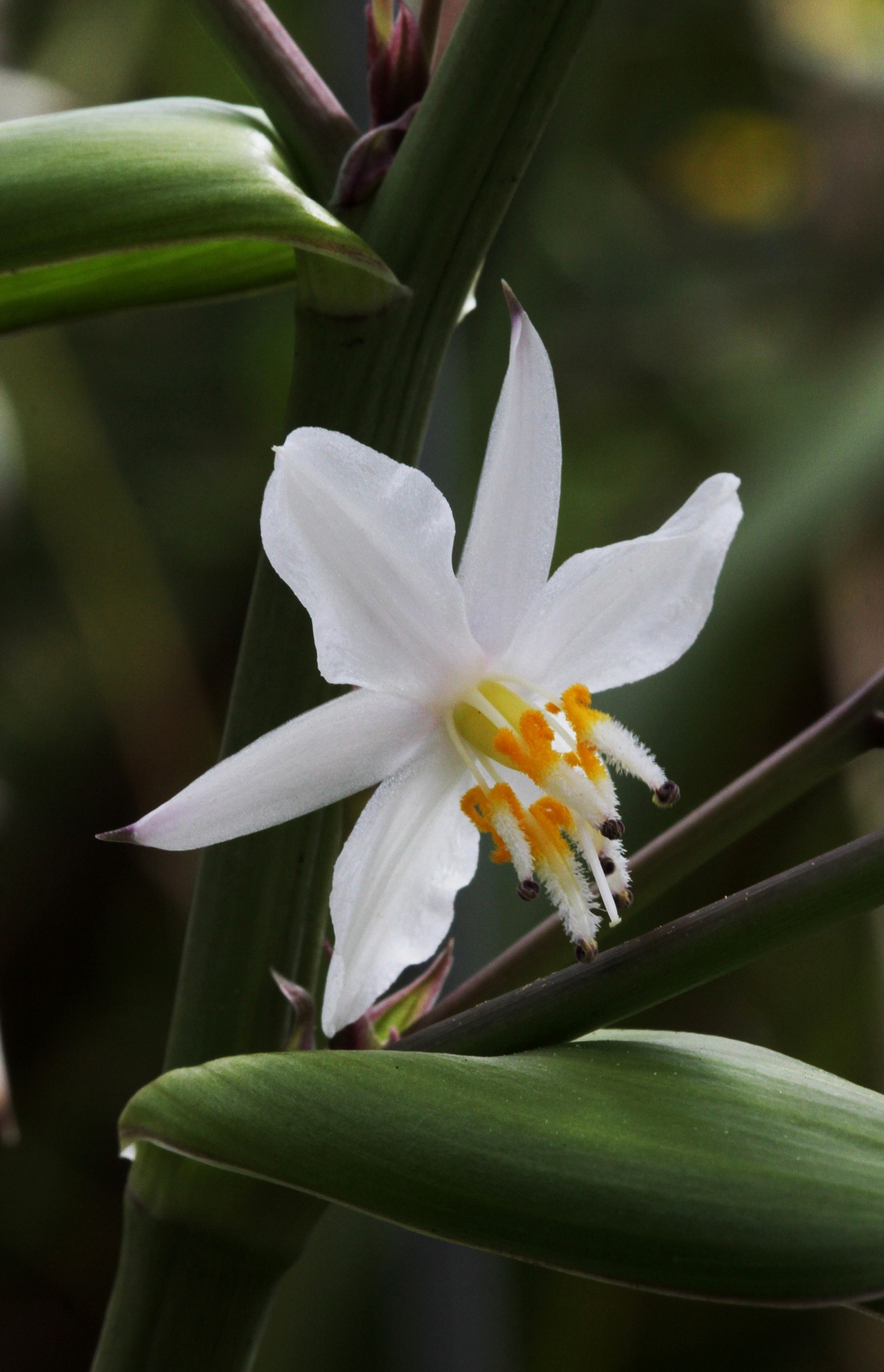
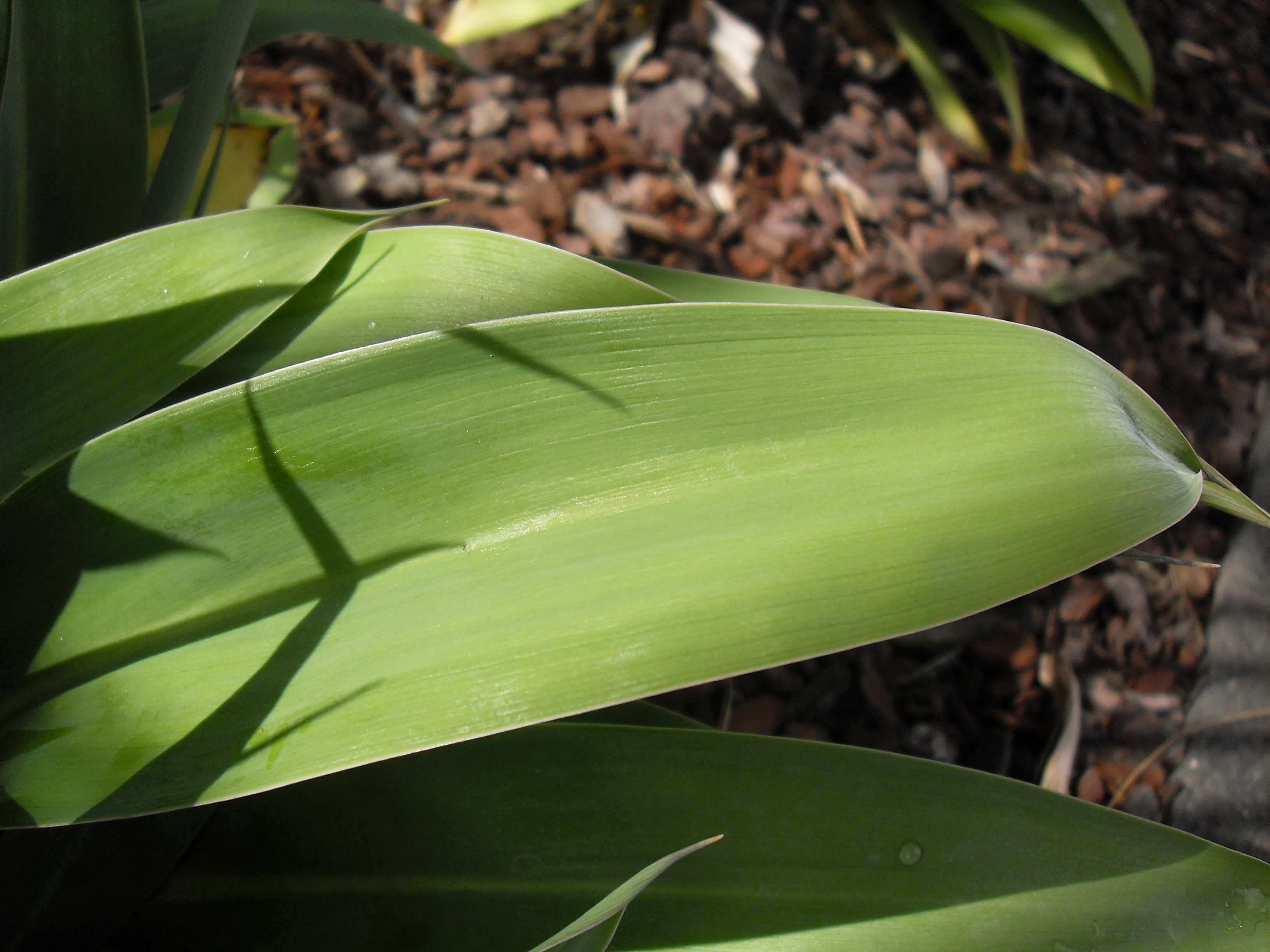
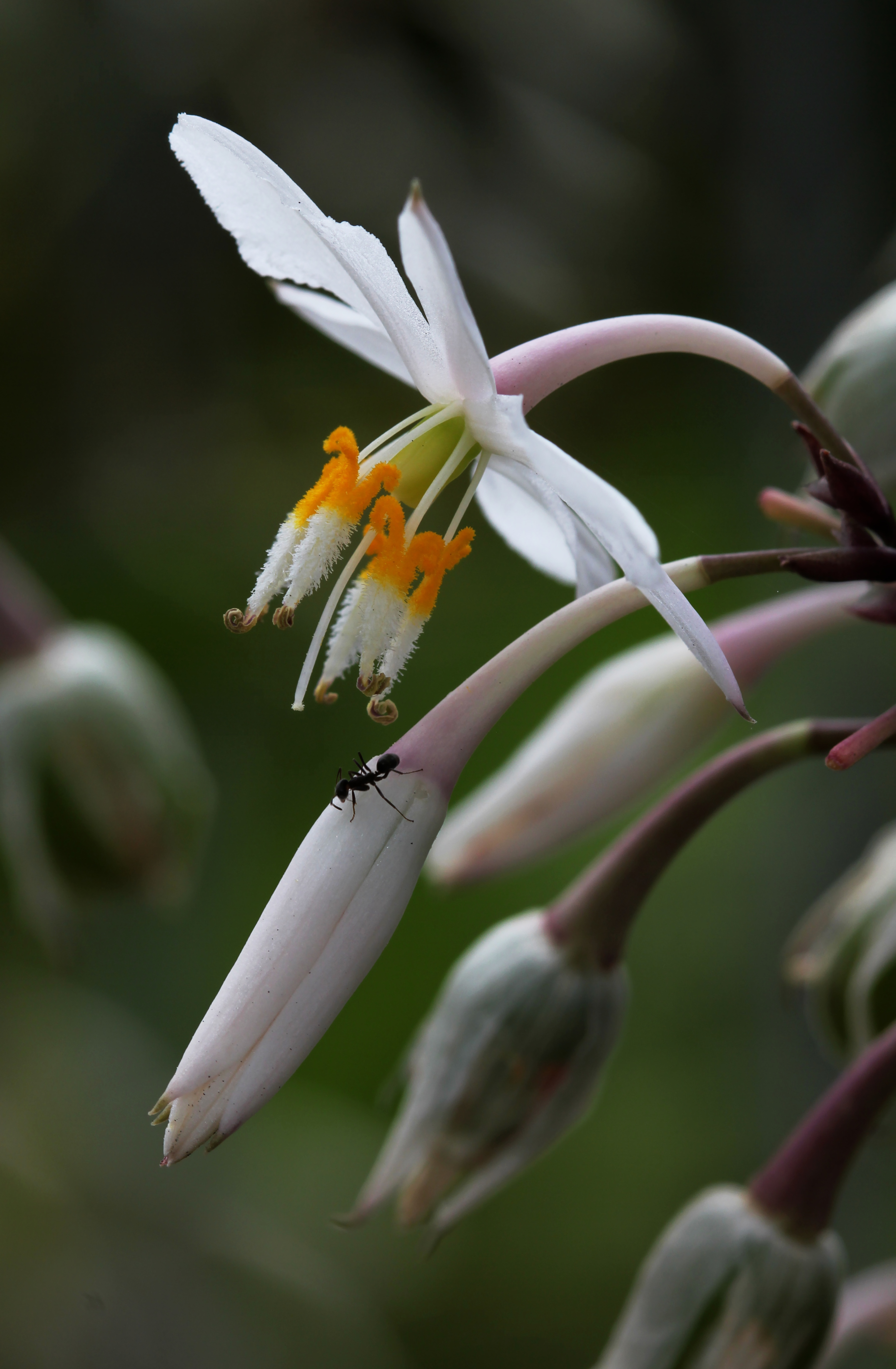
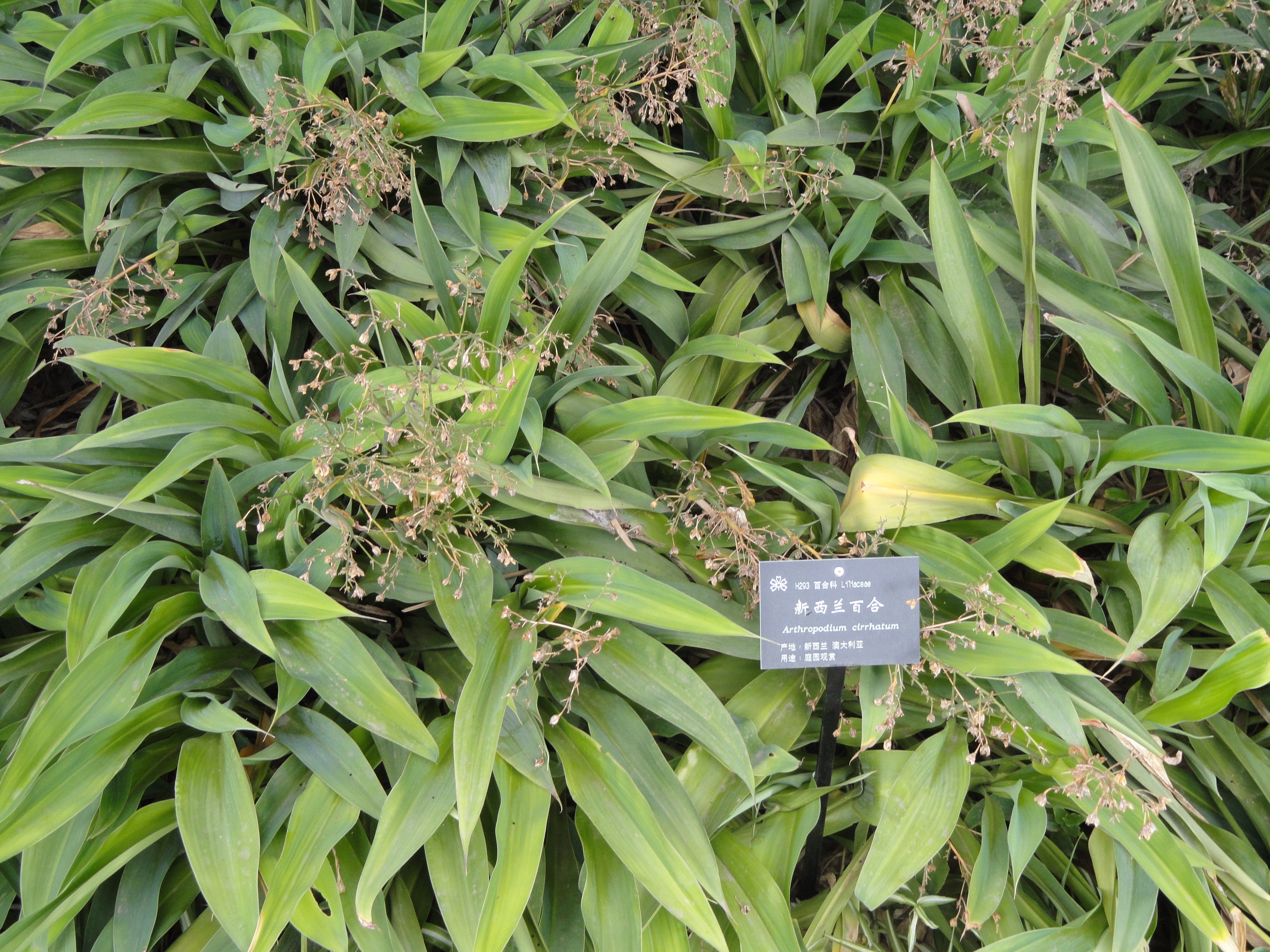